# سیارک ۴۸۲۳
سیارک ۴۸۲۳ (به انگلیسی: 4823 Libenice، نامگذاری:1986TO3) چهار هزار و هشتصد و بیست و سومین سیارک کشف شده‌است که در ۴ اکتبر ۱۹۸۶ کشف شد.
قدر مطلق سیارک برابر ۱۳٫۹۰ است.